# Société Générale de Surveillance
SGS (Société Générale de Surveillance) - międzynarodowe przedsiębiorstwo, prowadzące działalność w zakresie: inspekcji, weryfikacji, testów i certyfikacji. W SGS zatrudnionych jest ponad 99 600 pracowników w 2 600 biurach i laboratoriach zlokalizowanych na całym świecie.
Podstawowe usługi oferowane przez SGS obejmują: kontrolę oraz weryfikację ilości, masy i jakości kontrolowanych produktów; testy jakościowe przeprowadzane zgodnie z obowiązującymi standardami; certyfikacje produktów, systemów i usług potwierdzające, że spełniają one wymagania dot. standardów ustalonych przez instytucje państwowe lub przez klientów SGS. Ponadto SGS świadczy usługi dotyczące weryfikacji celem zapewnienia, że produkty i usługi spełniają normy lokalne jak i globalne.

## Historia
Międzynarodowi handlowcy z Francji, Niemiec, Niderlandów, krajów bałtyckich, Węgier, krajów Morza Śródziemnego i Stanów Zjednoczonych założyli w 1878 w Londynie Grain and Feed Trade Association (GAFTA), aby ustandaryzować dokumenty przewozowe dla krajów eksportujących, uprościć procedury, a także ograniczyć spory co do jakości importowanego zboża.
W tym samym roku SGS została założona w Rouen we Francji przez Henriego Goldstucka, młodego łotewskiego imigranta, który jako pierwszy zaczął badać francuskie transporty zboża w jednym z największych lokalnych portów. Pożyczył on pieniądze od austriackiego przyjaciela w celu rozpoczęcia kontroli transportów przybywających do Rouen. Kontrolował on załadunek, a także opisywał straty spowodowane kurczeniem się zboża i kradzieżą. Dzięki kontrolom jakościowym i ilościowym zboża były respektowane prawa eksporterów.
Biznes wzrósł gwałtownie, a dwóch przedsiębiorców, którzy założyli firmę w grudniu 1878 r. w ciągu roku otworzyło biura w Hawrze, Dunkierce i Marsylii. Pierwszą innowacją, stosowaną do dziś w firmie, była tzw. Full Outturn Guarantee (FOG), rekompensująca eksporterowi jakąkolwiek stratę, która wyniknęła podczas transportu, pod warunkiem, że firma SGS mogła skontrolować ładunek zarówno podczas załadunku jak i rozładunku.
W 1913 firma była już liderem w dziedzinie kontroli zbóż badając 21 milionów ton zboża rocznie i posiadając 45 biur w całej Europie. W 1915, podczas pierwszej wojny światowej, przeniosła swoją centralę z Paryża do Genewy w Szwajcarii, aby kontynuować działalność na terenie neutralnego kraju. A 19 lipca 1919 przybrała nazwę, którą posiada do dziś dnia: Société Générale de Surveillance.
W połowie XX w. SGS poszerzyła swoją działalność o kontrolę, testowanie i weryfikację usług w różnych sektorach, m.in. w sektorze przemysłowym, minerałów i oleju, a także gazu i substancji chemicznych. W 1981 spółka trafia na giełdę papierów wartościowych w Zurychu.

## Usługi
Firma SGS dzieli swoją działalność na następujące obszary biznesowe:  Industries & Environment (I&E), Natural Resources (NR), Connectivity & Products (C&P), Health & Nutrition (H&N), Business Assurance (BA).

## Zarząd
W marcu 2024 na funkcję CEO (Chief Executive Officer) została wybrana Géraldine Picaud. 

## Linki
- Oficjalna strona internetowa SGS Global  (ang.)
- Oficjalna strona internetowa SGS Polska (pl.)